# Alberto Uriburu
Alberto Eduardo Uriburu Madero (6 de octubre de 1895, Salta, Argentina-18 de junio de 1954, Buenos Aires, Argentina) fue un abogado, político y diplomático argentino que tuvo un importante papel en la organización de la Revolución de 1930. 
Era el hijo primogénito del presidente José Félix Uriburu.

## Biografía
Durante su adolescencia incursionó en la literatura, llegando a escribir algunas obras teatrales que luego serían interpretadas sobre los escenarios. 
Uriburu se formó como abogado en la Universidad de Buenos Aires, doctorándose en 1917 con una tesis acerca de la función del Congreso de la Nación ante la aplicación de la Ley Sáenz Peña. 
Junto a su padre José Félix Uriburu, y a instancias del amigo íntimo de este último, Lisandro De la Torre, participó de la fundación del Partido Demócrata Progresista, y colaboró activamente en la campaña presidencial de De la Torre en 1916.
Tras la derrota de De la Torre a manos de la fórmula radical Yrigoyen - Luna, trabajó un par de años como asistente del diputado conservador Marco Aurelio Avellaneda. Posteriormente, tras un breve paso como secretario de un juzgado federal, Ángel Gallardo lo incorporó al cuerpo de asesores legales del Consejo Nacional de Educación. En 1921 ingresaría finalmente al Banco Hipotecario Nacional para desempeñarse durante los siguientes 14 años como responsable de los asuntos jurídicos de la entidad. 
Fue accionista y miembro del directorio de varias empresas, entre ellas la Compañía Swift de la Plata, organización dedicada a la exportación de carne vacuna. Junto con Emilio Kinkelin financió la creación de una empresa dedicada a la exploración de las cuencas petrolíferas argentinas. 
Hombre de gran solvencia intelectual, fue designado profesor en la Universidad Nacional de La Plata y en la Universidad de Buenos Aires. Participó asimismo en 1928 de la fundación de la Sociedad de Bibliófilos Argentinos al lado de Mariano de Vedia y Mitre, Enrique Ruiz Guiñazú, Enrique García Merou y otras personalidad de la época. Los diarios La Nación y La Fronda solían publicar los artículos que llevaban su firma. 
La gestión de gobierno de Hipólito Yrigoyen le produjo una gran preocupación. Juzgaba que su actitud populista era una fuente de conflictos sociales. A raíz de ello se unió a la conspiración para derrocarlo, empleando su hogar como punto de contacto entre políticos y militares. Julio Argentino Quesada, el cronista de la Revolución de 1930, lo cuenta junto a Juan E. Carulla, Matías Sánchez Sorondo, Carlos R. Ribero, David Uriburu, Daniel Videla Dorna, Alberto Viñas, Raúl Guerrico Carlés y Santiago Rey Basadre como parte del grupo de civiles cuyo aporte fue esencial para que los militares pudieran entrar en acción. 
Para no caer en el nepotismo se abstuvo de ocupar un cargo estatal durante la presidencia de su padre. Participó en cambio de la creación de la Legión Cívica Argentina, de la cual fue miembro. 
Acompañado por Floro Lavalle, Juan P. Ramos y José María Rosa, organizó en 1932 a la Acción Nacionalista Argentina. Este movimiento no tenía la intención de imponerse como una falange militante, sino que más bien pretendía ser una escuela de argentinidad. 
Decepcionado con el presidente Agustín P. Justo, Uriburu apoyó al militar Juan Bautista Molina en sus intentos para derrocarlo. Con la Corte Suprema de Justicia de la Nación, en cambio, su relación fue diferente, llegando a asumir como representante de la misma en la realización de varios laudos arbitrarles importantes -como uno muy famoso en contra de la CHADE a causa de los abusos que cometía sobre sus clientes, el cual terminó siendo incumplido por la empresa gracias a los corruptos políticos de la Década Infame. 
Fue partidario de la idea de que la Argentina mantuviese su neutralidad ante la Segunda Guerra Mundial. Eso lo llevó a acercarse al presidente Ramón S. Castillo, que a principios de la década de 1940 era fuertemente presionado para que alinease a su país con las Potencias Aliadas. En julio de 1942 fue enviado a Lima para asumir como Embajador Argentino en el Perú, cargo que ocupó hasta enero de 1944, momento en el que renunció en disconformidad con la decisión de Pedro Pablo Ramírez de romper relaciones diplomáticas con Alemania y Japón. En abril de 1945, ya reconciliado con el régimen, fue designado Embajador Argentino en Uruguay por el presidente Edelmiro Julián Farrell, retornando desde Montevideo al país en septiembre de ese año. 
Uriburu fue acusado por Spruille Braden en el Blue Book on Argentina de haber sido un agente sudamericano del gobierno imperial alemán.